# أكاديمية سيتي لكرة القدم (مونتفيديو)
أكاديمية سيتي لكرة القدم في مونتيفيديو City Football Academy, Montevideo، هي المقر التدريبي والإداري لنادي كرة القدم المحترف مونتيفيديو سيتي توركي. تم الإعلان عنها في يناير 2020. أصبح المجمع الرابع لأكاديمية السيتي لكرة القدم الذي شيدته مجموعة سيتي لكرة القدم، مالكة مونتيفيديو سيتي تورك، بعد المرافق التي تم تشييدها في مانشستر وملبورن ومدينة نيويورك، وتتبع عن كثب تصميم سابقاتها الثلاثة.
تم افتتاح المنشأة رسميًا في 16 مارس 2021 حيث حضر رئيس الأوروغواي لويس لاكال حفل الافتتاح. 

## المميزات
مع انتقال توركي من ضواحي مونتيفيديو إلى وسط المدينة في عام 2018، لم يتبق للنادي ملعب دائم ولا ملعب تدريب أو مساحة مكتبية. في 22 يناير 2020، أعلن النادي عن إعادة تصميم كبيرة لصورته، حيث أعاد تسمية نفسه من Club Atlético Torque إلى Montevideo City Torque واستبدل شارة النادي الخاصة به لتتناسب مع أسلوب الأندية الأخرى المملوكة أيضًا من قبل مجموعة سيتي. وبناء على ذلك، في الوقت نفسه، أعلنت مجموعة سيتي لكرة القدم أيضًا أنها ستستثمر ما يقرب من 5 ملايين يورو في بناء أكاديمية جديدة ومجمع إداري في مونتيفيديو.
في 7 مايو 2020 أعلن النادي أن اكاديمية سيتي لكرة القدم في مونتيفيديو ستغطي مساحة 90 ألف متر2، ويحتوي على خمسة ملاعب ومبنى إداري بالإضافة إلى غرف تغيير الملابس ومرافق التدريب. سيكون هذا أول نادي متكامل من نوعه في الأوروغواي. 